# The Tarantula (film 1916)
The Tarantula è un film muto del 1916 diretto da George D. Baker.

## Trama
Sedotta e abbandonata dall'amante che la lascia per ritornare dalla moglie negli Stati Uniti, a Cuba la povera Chonita Alvarado medita vendetta dopo che ha perso anche il bambino, frutto della colpa. Costretta per necessità a trovare un lavoro, Chonita diventa ballerina. Esibendosi in un night club dell'Avana, nutre la speranza di essere notata per poter partire per New York, presa sotto contratto per qualche spettacolo di Broadway. Steele, il suo amante, viene a vederla con l'intenzione di riprendere la loro relazione. Ma Chonita non ha dimenticato tanto facilmente. Sapendo che l'uomo è terrorizzato dai ragni, gli ha preparato una scatola a sorpresa. Quando Steele, ormai ebbro di alcool, non ha più alcuna difesa, dalla scrigno per i gioielli che gli ha dato Chonita esce un ragno che sarà la causa della sua morte. La donna, finalmente vendicata, torna all'Avana dove la sta aspettando Pedro, un fedele innamorato, che la porterà all'altare.

## Produzione
Il film fu prodotto dalla Vitagraph Company of America.

## Distribuzione
Il copyright del film, richiesto dalla Vitagraph Co. of America, fu registrato il 13 luglio 1916 con il numero LP8692.
Distribuito dalla V-L-S-E, il film uscì nelle sale cinematografiche degli Stati Uniti il 17 luglio 1916.